# Anacroneuria magnirufa
Anacroneuria magnirufa är en bäcksländeart som beskrevs av Jewett 1958. Anacroneuria magnirufa ingår i släktet Anacroneuria och familjen jättebäcksländor. Inga underarter finns listade i Catalogue of Life.